# Ysengrimus

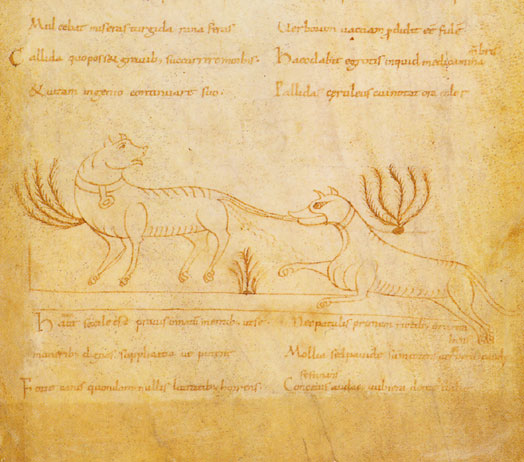
Ysengrimus, de un manuscrito del de la Bibliothèque nationale de France.

Ysengrimus es un texto en latín que recoge una serie de fábulas antropomórficas cuyo protagonista es el lobo Ysengrimus. Se considera escrito en 1148 o 1149 y su autor es el poeta Nivardus, de quien se conocen pocos datos: tan sólo que vivió en Gante en el siglo XII y probablemente fue clérigo. El poema es uno de los muchos textos medievales en que el protagonista es un animal, a quien le suceden todo tipo de episodios, muchas veces con un talante moral, pero también burlesco. En esta obra aparece otro personaje que tendrá mayor vida literaria que el propio Ysengrimus: el zorro Reynard, protagonista de obras en francés (Roman de Renart, de Pierre de Saint-Cloud), neerlandés (Van den Vos Reynaerde, de Willem), alemán e italiano.
La atribución a Nivardo no es segura: se cita en un manuscrito, pero también se atribuye en otro manuscrito a Balduinus Cecus y también a un Bernardus. El nombre de Nivardus fue el primero que conocieron los historiadores, puesto que los otros son descubrimientos tardíos, por lo que se suele seguir citando como autor.
El propio texto contiene muchos indicios de que fue escrito hacia mediados del siglo XII, en Flandes (presumiblemente en Gante) y por un clérigo. Se menciona a Bernardo de Claraval, a Anselmo, Obispo de Tournai y también el monasterio de Blandinium, vecino a Gante y también se deplora el fracaso de la segunda Cruzada.